# Lukas Graham (álbum de 2012)
Lukas Graham es el primer álbum de estudio del grupo musical danés homónimo, publicado el 26 de marzo de 2012 por el sello discográfico Copenhagen Records. Alcanzó el número uno en las listas danesas y permaneció en ese primer puesto durante 15 semanas.

## Lista de canciones
| N.º | Título                            | Duración |  |
| 1.  | «Ordinary Things»                 | 3:27     |  |
| 2.  | «Nice Guy»                        | 3:35     |  |
| 3.  | «Drunk in the Morning»            | 3:30     |  |
| 4.  | «When You're with Me (Interlude)» | 1:07     |  |
| 5.  | «Red Wine»                        | 5:24     |  |
| 6.  | «Apologize»                       | 3:21     |  |
| 7.  | «Criminal Mind»                   | 3:05     |  |
| 8.  | «Don't Hurt Me This Way»          | 2:59     |  |
| 9.  | «Moving Alone»                    | 4:22     |  |
| 10. | «Oohhh (Interlude)»               | 0:37     |  |
| 11. | «Never Let Me Down»               | 3:26     |  |
| 12. | «Before the Morning Sun»          | 4:18     |  |